# Gaomi

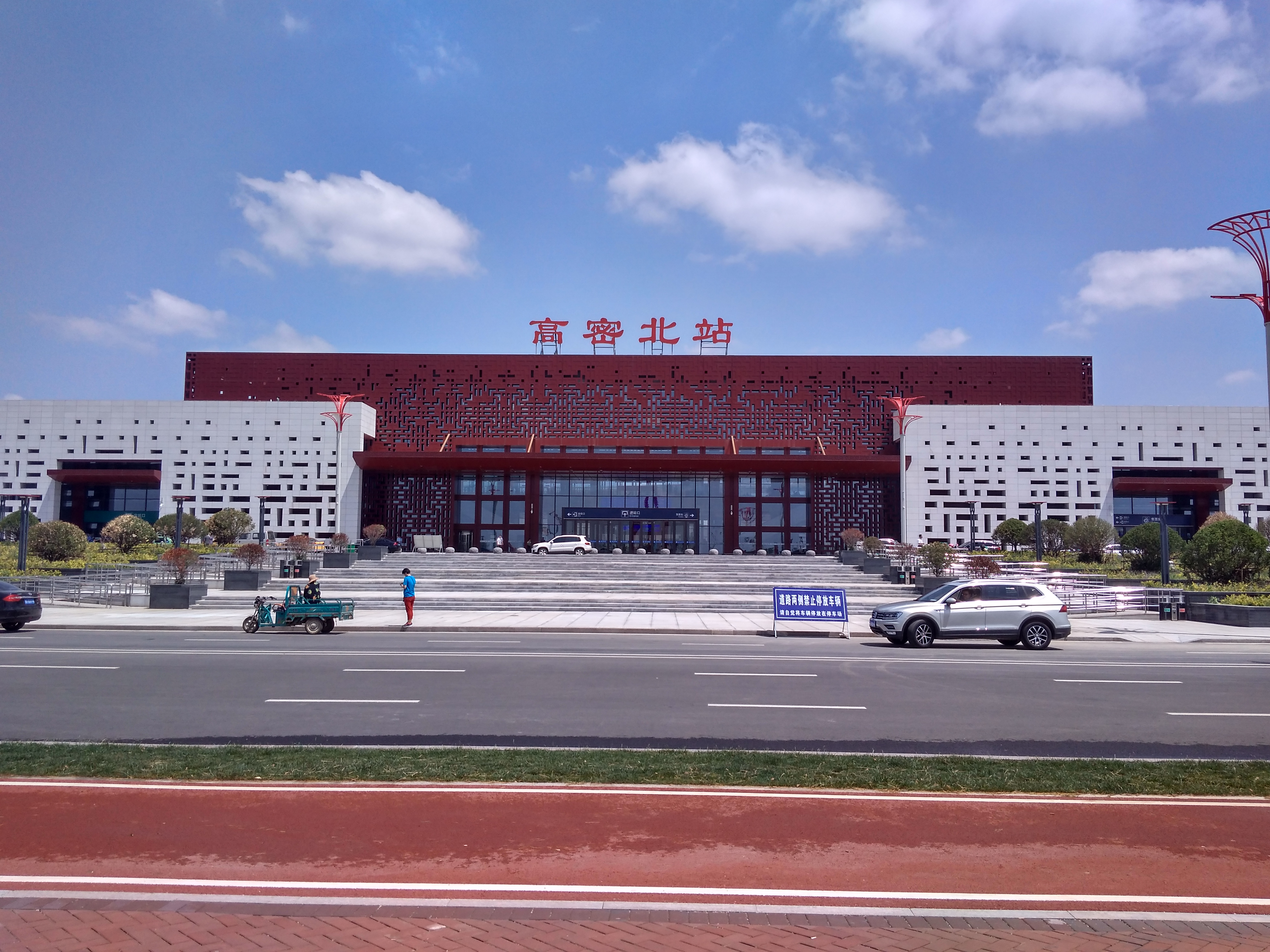
La gare ferroviaire du Nord.

Gaomi (chinois : 高密 ; pinyin : Gāomì shì) est une ville-district de la province du Shandong en Chine. Elle est placée sous la juridiction administrative de la ville-préfecture de Weifang.

## Démographie
La population du district était de 845 140 habitants en 1999.

## Culture
Gaomi est la ville natale de l'écrivain Mo Yan, prix Nobel de littérature en 2012. Certains de ses romans, comme Le Supplice du Santal, se déroulent dans la ville et sa région.